# Hamburg-Öjendorf
Hamburg-Öjendorf är en avfart från motorvägen A1. Den har fått sitt namn efter sjön som heter Öjendorfer See. Där finns också parken Öjendorf Park.